# Yonghe (socken i Kina, Sichuan, lat 31,82, long 103,84)
Yonghe (kinesiska: 永和乡, 永和) är en socken i Kina. Den ligger i provinsen Sichuan, i den sydvästra delen av landet, omkring 130 kilometer norr om provinshuvudstaden Chengdu.
Genomsnittlig årsnederbörd är 1 209 millimeter. Den regnigaste månaden är juli, med i genomsnitt 276 mm nederbörd, och den torraste är december, med 10 mm nederbörd.